# 內容和語言整合學習
內容和語言的整合學習（英語：Content and language integrated learning）是一個用來概括過往語言教學的的術語。這個術語就像一個雨傘，把過往的語言教學通通包含在裡頭。該理解創建於1994年，由大衛·馬什所提出，雖然有別於沈浸式的課程和內容導向的教學。台灣方面主要由國立台灣師範大學華語文教學系繼續進行這樣子理念的推廣。內容和語言的整合學習除了歷史背景外，在方法上和內容導向的教學有許多相似之處。它是一種透過一個額外的語言（外國語或第二語言）來學習內容的教學方法，因此教學的核心包含內容和語言兩個部分。馬來西亞的教育中，使用英語學習數學和科學就是這樣子取徑的例子。大多數的語言教育，以第二語言教學出發，此方法將更接近第二語言習得的方式，使學習者在自然的情況下掌握第二語言。
CLIL的第二語言教學方法主要是啟蒙於沈浸式課，這樣子的學習方法在歐洲已經普遍地被推動，因為“它可以提供有效的機會，供學生在上課的時候立即使用他們的語言技能（學用合一），而不是先學習以後才使用（先學後用）。它會讓那些沒有自信心的學生對於語言更有信心。它使額外的語言在一般的課堂使用，而不需要額外的時間進行語言課程在課程。”這種教學方法會在一般的學習科目進行：例如歷史、地理、音樂、體育等。它可以非常成功地提高學習語言和內容的動機和表現。 
台灣由亞洲大學首度引進這樣的語言教學方法，目前由國立台灣師範大學華語文教學系以及國立成功大學外文系持續推廣這樣子的第二語言教學方法，以冀在外語或第二語言的學習以及語言教育上有更進一步的提昇。一方面呼應對外漢語教學的需求， 另一方面呼應新南向政策中新住民語言在國中小的課程。《臺灣華語教學研究》期刊也在2019年18期 （页面存档备份，存于）以專題的方式對內容和語言的整合學習進行了理論和實踐的討論。

## 實行CLIL的例子
CLIL由於需要同時進行「內容」和「語言」兩個部分的學習，對於師資的要求也相對高，為了在現有體制進行CLIL課程，許多學校透過學科老師和語言老師之間互相進行課程。
以在西班牙透過英語進行體育課的CLIL課程為例：設計為12小時的攀岩課程，課程內容在前2個小時是由英語老師進行，如此學習可以在正式的體育課之前得到相關的詞語，之後的10個小時教學(由英語老師所進行的教學)和2個小時評量則由體育老師進行。英語老師則協助體育老師翻譯完成所需的教材。
日本從2010年開始實施CLIL教學法。例如，埼玉縣立和光國際高中的老師以英文教授高二學生用英文討論日本與世界各國的差異。愛媛縣立松山東高中則是用英語學習化學、世界史等課程。另外，仙台市私立仙台白百合學園國小則打算從2016年起，以「CLIL」學習基礎數學。為因應CLIL學習法，日本有針對CLIL學習法而舉辦的師資研習營，以培訓出能以英文教授其他學科專業知識的師資，出版社也推出相關的使用教材。

## 類似的語言學習法
- 內容導向教學
- 雙語教育
- 沈浸式教學

## 質疑
1. 同時學習內容和語言，是否會落得兩頭空？
2. 這樣子的學習方法的師資從哪裡來？
3. 這樣子的學習方法如何進行評量與測驗？

## 好處
1. 學習者會在自然的情況下，接觸大量的語言輸入。
2. 學習者可以在有脈絡的情況下學習。
3. 具有認知挑戰的資訊會被學習。
4. 能夠增強學習者的學習動機[8]。
5. 能夠增強詞彙能力[9]。